# Favila asztúriai király
Favila (?, 700-as évek –‎ Cangas de Onís, 739) asztúriai király (737 – 739), a királyság második uralkodója, a legendás hírű államalapítónak, Pelayónak (? – 737) a fia és utóda.  Édesanyja Pelayo felesége, Gaudiosa. Rövid ideig tartó uralkodásáról semmi érdemlegeset nem tudunk. Vadászat során egy medve széttépte.
Favila fiúgyermeket nem hagyott hátra, utóda a sógora lett, a Kantábriai-házból származó,  I. (Katolikus) Alfonz  (693 – 757), aki Favila testvérét, Ermesindát vette feleségül.